# It's the Falling in Love
"It's the Falling in Love" er en sang fra Michael Jacksons album Off the Wall. Sangen er den næstsidste på tracklisten, men er aldrig blevet et stort hit.
| Musik | Spire Denne musikartikel er en spire som bør udbygges. Du er velkommen til at hjælpe Wikipedia ved at udvide den. |